# Fer Abrahams
Fer Abrahams (Haarlem, 27 juni 1951) is een Nederlands popjournalist, presentator en organisator van concerten.

## Biografie
Fer Abrahams groeide op in een katholiek arbeidersgezin in Haarlem. Na zijn middelbareschooltijd wilde hij naar de School voor Journalistiek, maar werd niet toegelaten.
Hij verhuisde naar Amsterdam en werkte een tijdje bij een bank. Daarna begon hij met een studie economie aan de Universiteit van Amsterdam en met het schrijven voor het weekblad Muziekkrant OOR. Hij studeerde rond 1980 af en deed vervolgens een vervangende dienstplicht bij het Nationaal Pop Instituut.
Abrahams schreef 11 jaar lang voor Muziekkrant OOR en viel daarnaast op door zijn initiatieven op het gebied van de vaderlandse popmuziek. Zo begon hij in 1978 met het organiseren van concerten in het Amsterdamse Paradiso van tot dan toe onbekende Nederlandse punkbands die de naam die D-Days kregen (ze vielen op een donderdag).
In de jaren '80 begon hij met het organiseren van een jaarlijkse competitie voor Nederlandse bands, de Grote Prijs van Nederland. Honderden onbekende bands kregen de kans om voor een groter publiek te spelen. Abrahams trad in de Grote Prijs ook op als jurylid en presentator.
Van 2002 tot 2009 was Abrahams tevens docent op de Fontys Rockacademie in Tilburg, daarnaast ook eindredacteur van het radioprogramma Bring It On! voor de NCRV op 3FM.